# Garrano
De garrano is een pony uit Portugal die behoort tot een groep oude paarden- en ponyrassen van het Iberisch Schiereiland. Deze paarden werden voornamelijk gebruikt als lastdier, rijdier en voor licht werk op de boerderij.

## Fokgeschiedenis
De garrano, soms ook wel de minho genoemd, stamt van dezelfde paarden af als de sorraia. De sorraia's leven vooral tussen de rivieren de Sor en de Raia, terwijl de garrano in Noord-Portugal leeft. Vanwege dit verschil in leefomgeving heeft het ras zich anders ontwikkeld. De Garrano leeft vooral in de provincies Minho en Trás-os-Montes e Alto Douro, en heeft vermoedelijk meer invloed van buitenaf ondervonden dan de sorraia.
Er wordt over het algemeen aangenomen dat de garranopony's naast de berbers en de Keltische pony tot de voorouders van de andalusiër behoren. Het Portugese ministerie van Landbouw heeft de paarden laten kruisen met Arabische volbloeden.

## Kenmerken
De pony's zijn sterk en kunnen zich gemakkelijk over stijl en moeilijk terrein voortbewegen. In relatie tot hun formaat kunnen ze grote snelheden bereiken en zij worden zelfs gebruikt voor paardenrennen.
De huidige paarden vertonen tegenwoordig ook enkele kenmerken van hun Arabische afstamming. Vooral aan hun profiel is dat te zien. Ze hebben een rechte tot holle neuslijn, ronde oogkassen en een zeer sterk gestel. Het gebit van de pony's lijkt op dat van de Keltische pony. Ze hebben een lange nek. Het lichaam is kort en compact. Ze hebben een diepe en brede brost, harde hoeven en grof dekhaar.
De stokmaat van de garrano varieert van 1,20 m tot 1,40 m. De pony's zijn bijna altijd bruin, anders vos.

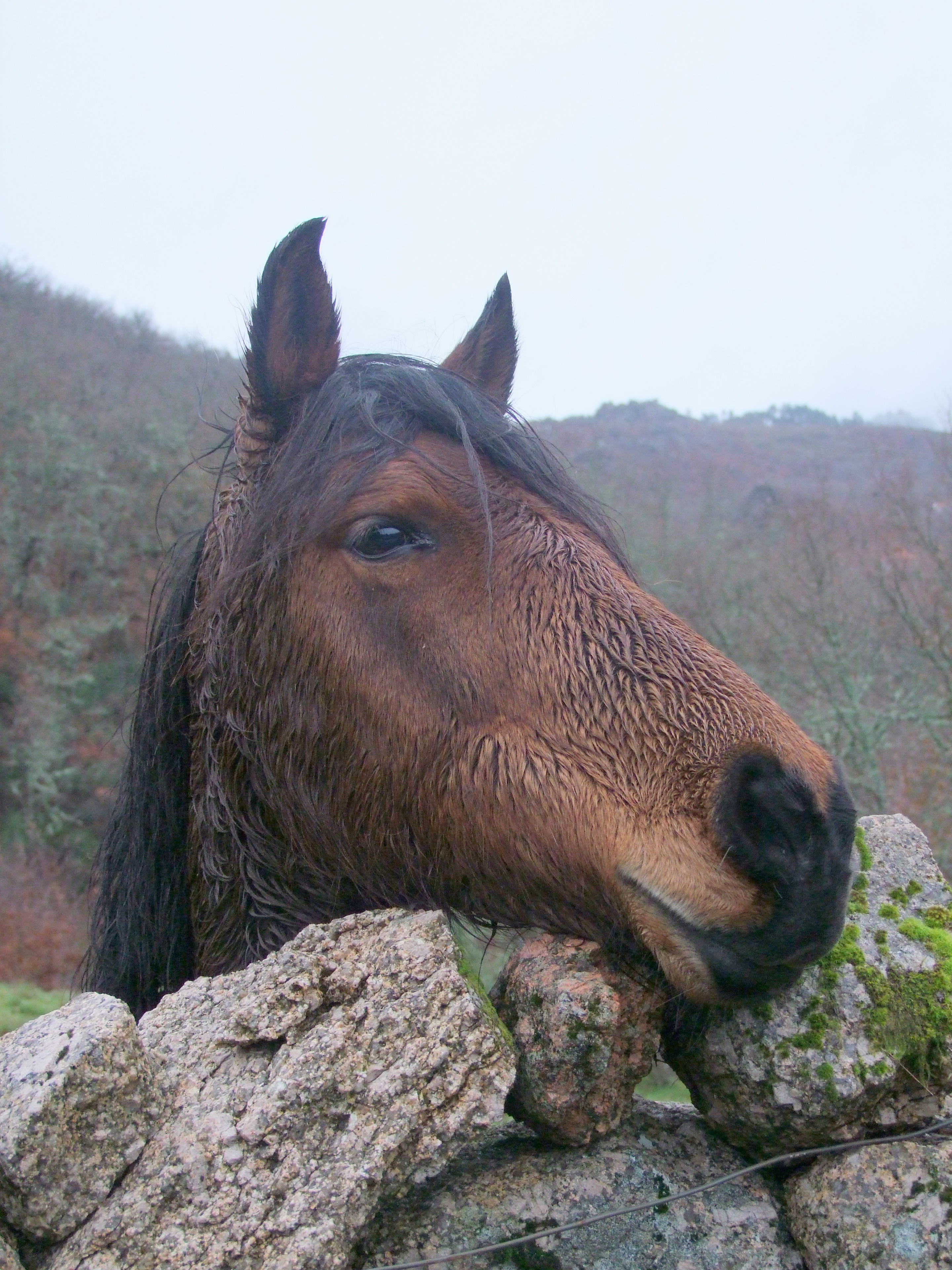
Garrano, hoofd
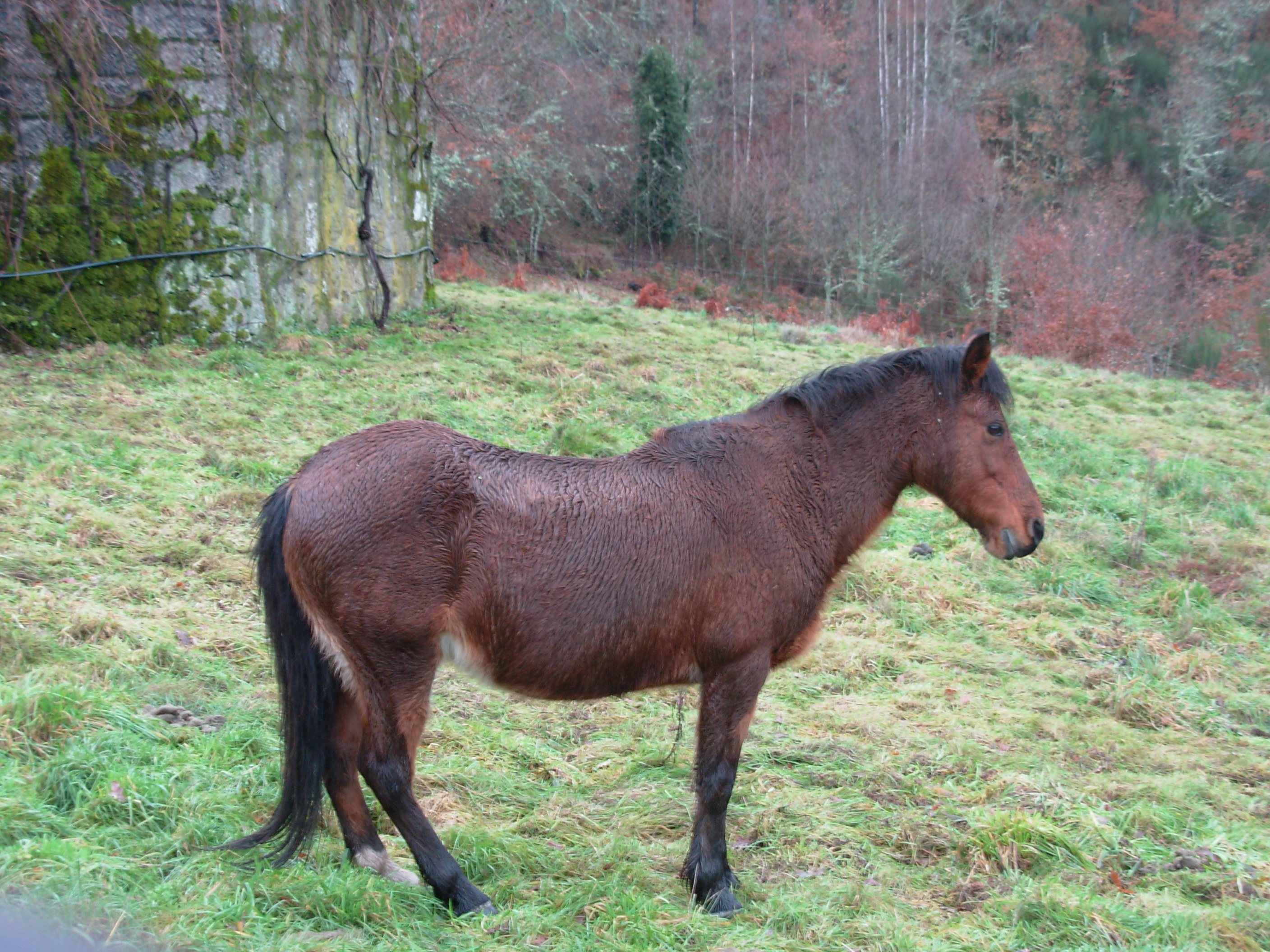
Garrano, omgeving Gerês
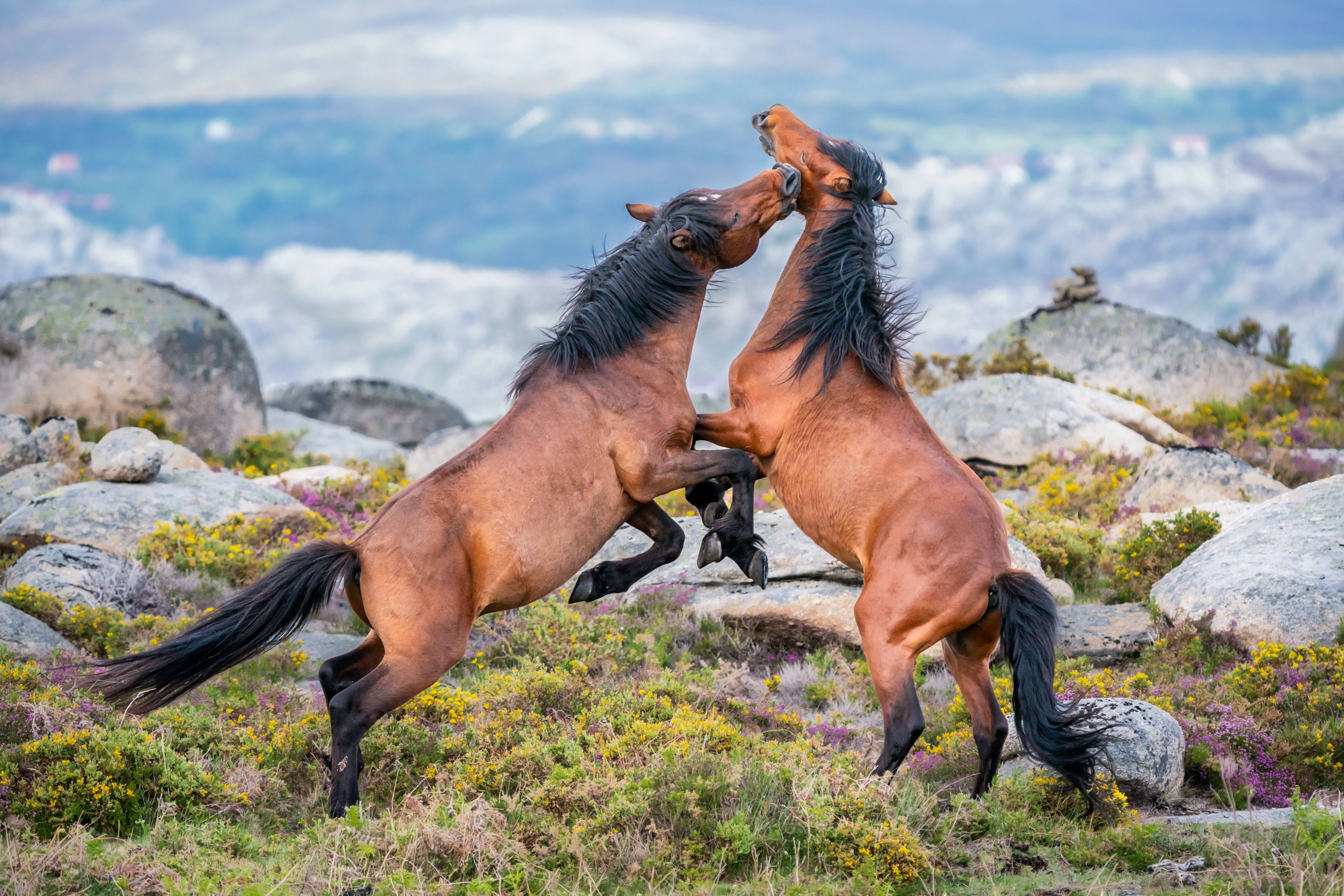
vechtende hengsten
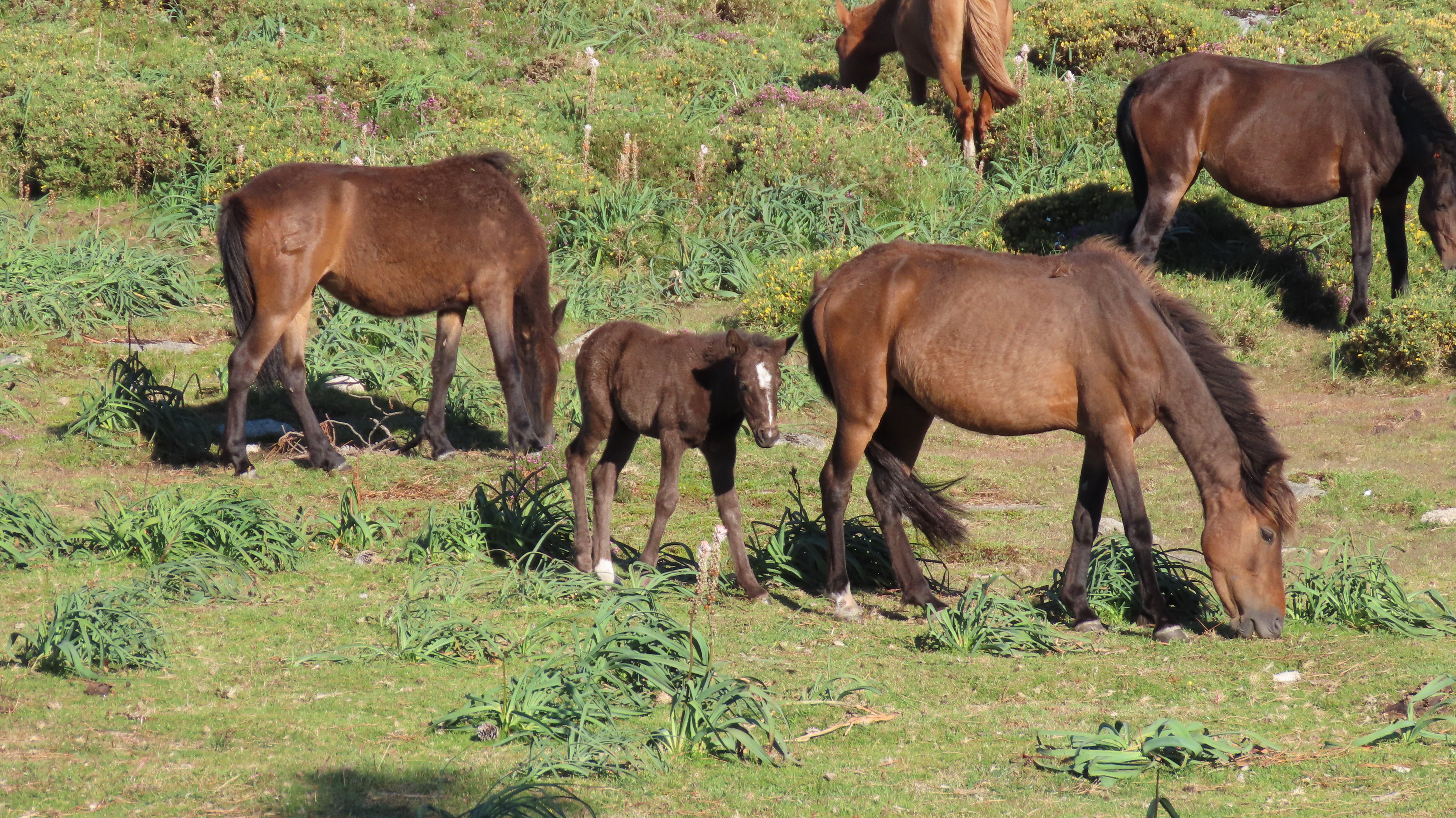
Merries met veulens